# Championnat de Tunisie de football 2009-2010
Navigation
Saison précédente Saison suivante
La saison 2009-2010 du championnat de Tunisie de football est la 55e édition de la première division tunisienne à poule unique, la Ligue Professionnelle 1. Les quatorze meilleurs clubs tunisiens jouent les uns contre les autres à deux reprises durant la saison, à domicile et à l'extérieur. En fin de saison, les deux derniers du classement sont relégués et remplacés par les deux meilleurs clubs de Ligue Professionnelle 2.
L'Espérance sportive de Tunis, victorieuse la saison dernière, conserve son titre cette année, en terminant en tête du classement, avec quatre points d'avance sur le Club africain et huit sur l'Étoile sportive du Sahel. C'est le 22e titre de champion de Tunisie de l'Espérance sportive de Tunis.
| \| CA EST USM ST CSHL CAB EGSG ESHS ESS JSK CSS ASK ESZ OB \| Localisation des clubs engagés dans le championnat. |
| CA EST USM ST CSHL CAB EGSG ESHS ESS JSK CSS ASK ESZ OB                                                           |

## Clubs participants
- Club athlétique bizertin
- Club africain
- Espérance sportive de Tunis
- Étoile sportive du Sahel
- Jeunesse sportive kairouanaise - Promu de LP2
- Union sportive monastirienne
- Espoir sportif de Hammam Sousse
- Club sportif de Hammam Lif
- Stade tunisien
- Club sportif sfaxien
- El Gawafel sportives de Gafsa
- Espérance sportive de Zarzis - Promu de LP2
- Olympique de Béja
- Avenir sportif de Kasserine

## Calendrier
Le calendrier est dévoilé le 4 juillet 2009.

## Compétition

### Classement
Le barème de points servant à établir le classement se décompose ainsi :
- Victoire : 3 points
- Match nul : 1 point
- Défaite : 0 point

| Rang | Équipe                             | Pts | J  | G  | N  | P  | Bp | Bc | Diff |
| ---- | ---------------------------------- | --- | -- | -- | -- | -- | -- | -- | ---- |
| 1    | Espérance sportive de Tunis (T)    | 54  | 26 | 16 | 6  | 4  | 56 | 24 | +32  |
| 2    | Club africain                      | 50  | 26 | 14 | 8  | 4  | 28 | 15 | +13  |
| 3    | Étoile sportive du Sahel           | 46  | 26 | 13 | 7  | 6  | 41 | 27 | +14  |
| 4    | Club athlétique bizertin           | 40  | 26 | 11 | 7  | 8  | 36 | 33 | +3   |
| 5    | Stade tunisien                     | 39  | 26 | 10 | 9  | 7  | 22 | 16 | +6   |
| 6    | Club sportif sfaxien               | 37  | 26 | 10 | 7  | 9  | 32 | 26 | +6   |
| 7    | Olympique de Béja (C)              | 32  | 26 | 8  | 8  | 10 | 28 | 32 | -4   |
| 8    | Jeunesse sportive kairouanaise (P) | 31  | 26 | 9  | 4  | 13 | 22 | 34 | -12  |
| 9    | Club sportif de Hammam Lif         | 30  | 26 | 8  | 6  | 12 | 30 | 32 | -2   |
| 10   | Espérance sportive de Zarzis (P)   | 29  | 26 | 6  | 11 | 9  | 17 | 26 | -9   |
| 11   | El Gawafel sportives de Gafsa      | 28  | 26 | 7  | 7  | 12 | 29 | 39 | -10  |
| 12   | Espoir sportif de Hammam Sousse    | 27  | 26 | 7  | 6  | 13 | 28 | 36 | -8   |
| 13   | Avenir sportif de Kasserine        | 27  | 26 | 8  | 3  | 15 | 22 | 46 | -24  |
| 14   | Union sportive monastirienne       | 26  | 26 | 5  | 11 | 10 | 25 | 30 | -5   |

|  | Qualification pour la Ligue des champions 2011                                               |
|  | Qualification pour la coupe de la confédération 2011                                         |
|  | Relégation directe en Ligue Professionnelle 2                                                |
|  | (T) Tenant du titre (C) Vainqueur de la coupe de Tunisie (P) Club promu de deuxième division |

## Bilan de la saison
| Championnat de Tunisie de football 2009-2010 |                                         |
| Champion                                     | Espérance sportive de Tunis (22e titre) |
| Coupes et trophées                           |                                         |
| Vainqueur de la Coupe de Tunisie 2009-2010   | Olympique de Béja                       |
| Qualifications continentales                 |                                         |
| Ligue des champions 2011                     | Espérance sportive de Tunis             |
| Ligue des champions 2011                     | Club africain                           |
| Coupe de la confédération 2011               | Club athlétique bizertin                |
| Coupe de la confédération 2011               | Étoile sportive du Sahel                |
| Promotions et relégations                    |                                         |
| Promus en Ligue Professionnelle 1            | Avenir sportif de La Marsa              |
| Promus en Ligue Professionnelle 1            | Avenir sportif de Gabès                 |
| Relégués en Ligue Professionnelle 2          | Avenir sportif de Kasserine             |
| Relégués en Ligue Professionnelle 2          | Union sportive monastirienne            |